# Serie di Pfund
In fisica la serie di Pfund è una sequenza di righe che descrive le righe spettrali dell'atomo di idrogeno. È stata scoperta nel 1924 dal fisico e spettroscopista statunitense August Herman Pfund e riguarda le righe spettrali nella regione dell'infrarosso lontano, prodotte per l'emissione di un fotone da parte di un elettrone che, da uno stato eccitato, va ad occupare un livello energetico caratterizzato dal numero quantico principale n = 5.
Tale serie, come tutte le altre, è ricavabile matematicamente dalla formula empirica:
{\displaystyle {1 \over \lambda }=R_{\text{H}}\left({\frac {1}{n^{2}}}-{\frac {1}{m^{2}}}\right)\qquad \left(R_{\text{H}}\approx 1,0968{\times }10^{7}\,{\text{m}}^{-1}\approx {\frac {13.6\,{\text{eV}}}{hc}}\right)}
RH è la costante di Rydberg ed m può assumere un qualsiasi valore intero da 6 compreso in poi.
Nel caso della serie di Pfund, n = 5. Per le altre serie note, n assume il valore:
- 1 per la serie di Lyman
- 2 per la serie di Balmer
- 3 per la serie di Paschen
- 4 per la serie di Brackett
- 6 per la serie di Humphreys.

Le righe della serie di Pfund sono tutte nell'infrarosso lontano, ed hanno le seguenti lunghezze d'onda (in nm):
| m                     | 6    | 7    | 8    | 9    | 10   | ∞    |
| Lunghezza d'onda (nm) | 7460 | 4654 | 3741 | 3297 | 3039 | 2279 |